# خالد یاسین

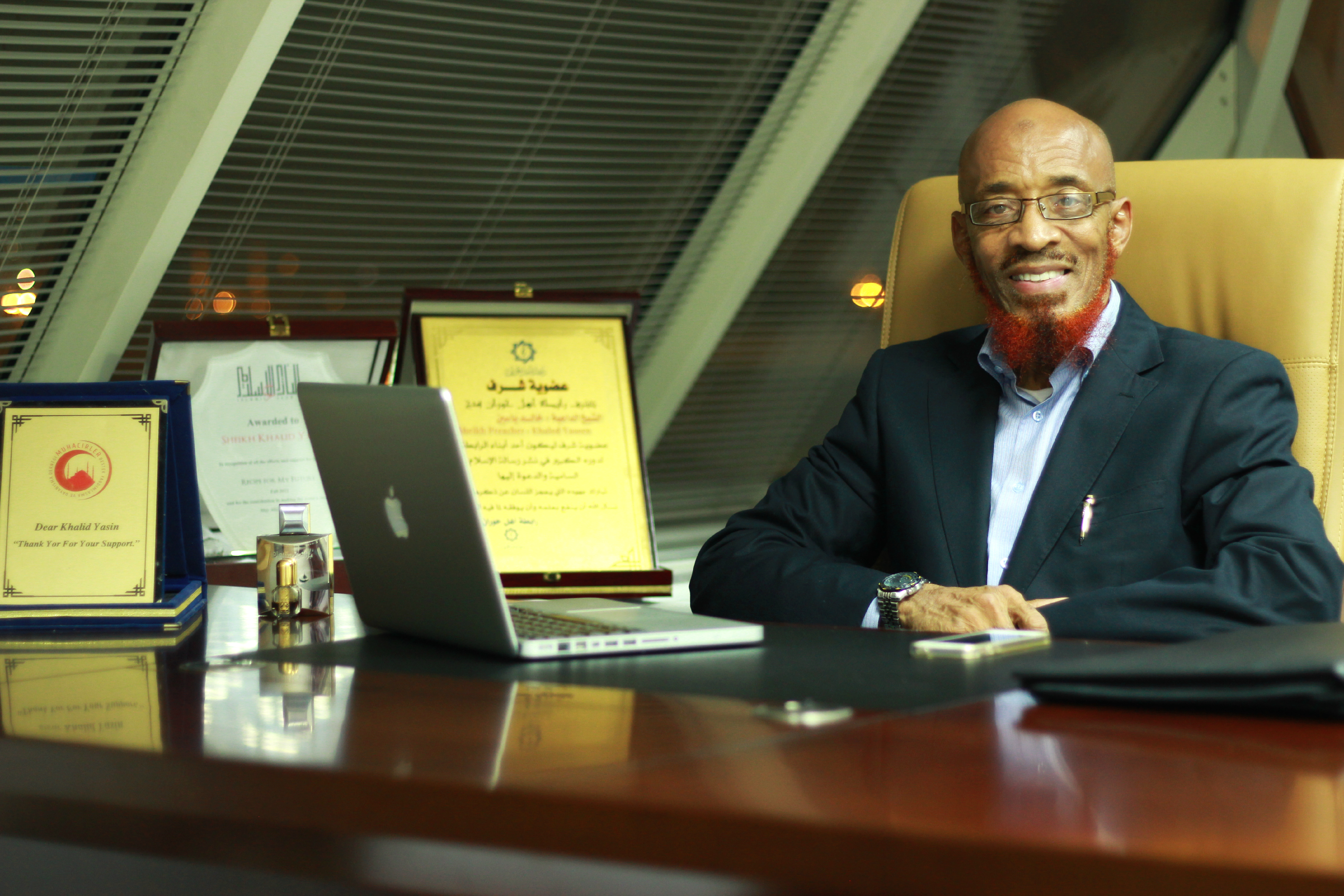
خالد یاسین

خالد یاسین (به انگلیسی: Khalid Yasin) همچنین شناخته شده به ابو محمد و ابو محمد خالد یاسین متولد ۱۳۲۵ هجری شمسی (۱۹۴۶ میلادی) شهروند کنونی آمریکایی است که ازمسیحیت به اسلام روی آورده‌است و در زمینه اسلام در انگلستان و دیگر کشورها سخنرانی می‌کند و مردم را به دین اسلام دعوت می‌کند. او در حال حاضر در شهر منچستر انگلیس زندگی می‌کند و مؤسسه دعوت را اداره می‌کرد که در سال ۱۳۸۹ منحل شد. یاسین یک داعی اسلام است و غالباً به کشورهای مختلف دنیا سفر می‌کند و ایمان و اعتقاد خود را منتشر و پخش می‌کند. او خود را بادیه نشین رسانه خطاب کرده، به این بیان که بادیه‌نشینان عرب حاضر هستند هر جا که سر پناه و آب موجود باشد زندگی کنند. یاسین دربارهٔ مسائل و بحث‌های زیادی پیرامون اسلام و انسان سخنرانی کرده‌است.

## زندگی شخصی
خالد یاسین در هارلم نیویورک و در یک خانواده مسیحی به دنیا آمد و به همراه ۹ برادر و خواهر خود در بروکلین بزرگ شد. اگر چه او یتیم نبود ولی از سن سه سالگی به همراه چند تن از خواهر برادرهایش در خانهٔ دیگران و به عنوان فرزند خوانده تا سن ۱۵ سالگی زندگی کرده‌است. به خاطر زندگی در چند خانهٔ مسیحی که از هر مذهب بودن به او بینش عمیقی نسبت به مسیحیت داد. او به دلیل مسائل مالی خانواده‌اش در خانه دیگران زندگی می‌کرد.
یاسین کودکی خود در منطقه اقلیت‌ها را اینگونه توصیف می‌کند، من و دو برادرم جولیوس و سم بودیم علیه یک دنیا. ما هیچ چیز نداشتیم ولی با روی آوردن و پذیرفتن اسلام الان همه چیز داریم. در ابتدای شروع به مطالعه دربارهٔ اسلام از دانشنامه بریتانیکا به عنوان یک منبع قابل اعتماد دربارهٔ اسلام و مفاهیم آن استفاده می‌کرد. یاسین احساس حزن و اندوه برای آمریکایی‌های آفریقایی‌تبار داشته و تحت تأثیر شخصیت‌هایی چون مالکوم ایکس قرار داشت.
یاسین در سال ۱۳۴۴ هجری شمسی اسلام را پذیرفت. او وزارت خانه خود را به عنوان (امیر) یا (جماعت اتحاد العقوا) شروع کرد که در پارک وی شرقی هارلم قرار داشت. رسانه‌های غرب بارها از او دربارهٔ سخنانش در مبحث تروریست و رسانه‌های غربی انتقاد کرده‌اند.
او دربارهٔ اوقات فراغتش می‌گوید: من یک اسب سوار مشتاق هستم. شنا می‌کنم، ورزش‌های رزمی و بوکس را انجام می‌دهم. کتاب زیاد می‌خوانم. غالباً هر دو سال یکبار به مکه مکرمه می‌روم و خود را با مناسک حج یا عمره از نظر روحی می‌شویم. هر روز پنج وقت نماز را به جا می‌آورم.

## دیدگاه‌های برجسته
در زمان اقامت یاسین اواسط سال ۲۰۰۰ در استرالیا، وی نظر رسانه‌ها را به خاطر نظرات و دیدگاه خود دربارهٔ اسلام به خود جلب کرد.
در سخنرانی که او در تالار بنکس تاون در شهر سیدنی ارائه کرد و همین‌طور در مصاحبه تلویزیونی، او در اینباره که یک مسلمان با یک غیر مسلمان دوست شود منتقد بود. او گفت: اینکه که یک مسلمان یک دوست غیر مسلمان داشته باشد وجود ندارد، بنابراین یک غیر مسلمان می‌تواند همکار شما باشد ولی او یک دوست نمی‌تواند باشد. آنها دوست شما نیستند چونکه اصول دین شما را نمی‌داند و آنها قادر به این کار نیستند چون آتها اعتقاد و ایمان شما را درک نمی‌کنند. او بعداً منظور خود را اینگونه بیان کرد و توضیح داد برخی مسلمانان که خود او را نیز شامل می‌شود، دارای دوستان، همسایگان یا همکارانی هستیم که مسلمان نیستند، ولی به این معنا نیست که غیر مسلمانان باید تأثیر در دین یا تصمیمات معنوی و اخلاقی مسلمانان داشته باشند.
یاسین به دانشجویان در دانشگاه‌ها به عنوان مهمان یا منازعه گر سخنرانی کرده‌است. او همچنین در گردهمایی که برای جوانان به وجود آمده مردم را خطاب می‌کند. یاسین همچنین بیانیه‌هایی ارائه کرده که در آنان سنت و عرف آکادمیک تمدن غرب را بسیار سخت دید که با زندگی مذهبی اسلامی وفق داده شود. دانشگاه یک دروازه به سوی انحراف است، تو مسیر اسلامی ات را فراموش می‌کنی؛ و حالا شما مصالحه کردید با یک معنویت یا هوش بالا.
یک روزنامه استرالیایی از یاسین نقل قول کرده بود که آرام کتک زدن زن‌های نافرمان بر را به عنوان یکی از اصول دانسته بود. یاسین رد کرد که این را نگفته‌است و گفت که قرآن شریف این چنین چیزی را در آیه ۶۶۲۶ بیان نکرده‌است.
یاسین بر این باور است که ویروس اچ آی وی که بیماری ایدز را باعث می‌شود ساخته دست بشر است و اینکه دولت ایالات متحده آمریکا در این مورد مقصر است. او گفت:  هیئت‌های اعزامی سازمان بهداشت جهانی و گروه‌های مسیحی… به آفریقا رفتند و مردم را برای بیماریهایی مثل دیفتری،  مالاریا و تب زرد مایه کوبی کردند و در داروهای آن ویروس ایدز را اضافه کردند.
یاسین اسرائیل را متهم به مرکز تروریسم کرده‌است. او ذکر کرده  اشغال سرزمین فلسطین توسط سرزمین غاصب اسرائیل… و آن‌ها تا بعد از پنجاه سال هنوز مرتکب تروریسم می‌شوند.
او دربارهٔ بعضی از مجازاتی که برخی از کشورهای اسلامی در نظر می‌گیرند برای جرائم را این گونه توصیف کرد. «و مردم می‌بینند، افراد بدون دست و افرادی که به خاطر جرمشان در عموم تحقیر شده‌اند یا افرادی که اعدام شده‌اند. جامعه نیز درس می‌گیرد که اگر چنین خطایی کرد سزایش از آنان بهتر نخواهند بود». او در ادامه این مستند شبکه بی‌بی‌سی که دربارهٔ عربستان سعودی بود، گفت: صحبت‌های من باید در متن سنجیده شود و او این اقدامات عربستان سعودی را پشتیبانی و ترویج نمی‌کند. او در ادامه گفت: منظور من به بازسازی و ترمیم مردم و جامعه اسلامی بوده و حکم دادن یک کشور اسلامی موقعی که وجود دارد.
او در برنامه گفتگوی شبانه تلویزیون استرالیا ۲۰۰۳ حضور یافت. او در جواب این سؤال که «او به عنوان یک معلم با اینکه اسلام در غرب امروز خیلی با سختی روبه رو است چگونه کنار آمده‌است». او در جواب این سؤال دو اظهار داشت، یکی برای خود و یکی برای دیگر محققان اسلام. او دربارهٔ شکیبا بودن گفت و اینکه مسلمانان باید با اصول هسته‌ای دین به خود شخصیت بدهند تا حداقل مسلمانان مسئول اینکه دیگران با یک نگاه افراطی به آنان نگاه نکنند نباشند. او دربارهٔ نکته دوم گفت: او مردم افکار مردمی را با صحبت می‌کنند تشخیص می‌دهد و خود را قادر می‌سازد تا تصور غلط آنان از اسلام از طرز دیدگاهشان اصلاح کرده و این کاری است که یک معلم انجام می‌دهد.
در ادامه گفتگو از او دربارهٔ کشورهای دنیا و فقدان آن‌ها در اسلام، مجری از او پرسید که شریعت چگونه با آن تطبیق می‌شود؟ یاسین: خوب شریعت سیمانی است که تمام آجرها را با یکدیگر نگه می‌دارد. شریعت اصل قانون گذار است. شریعت اصل قضایی است. آنجایی است که قوانین است، آنجایی است که تصمیمات هستند، آنجایی است که قانون است؛ و منظورم این است اگر شما مردمی نداشته باشید که تابع شریعت نباشند، شما مردمی بی قانون خواهید داشت.

## دانمارک
در سال ۲۰۱۰ یاسین در برنامه‌ای برای جوانان مسلمان به نام نرث برانکس در کپنهاگن سخنرانی کرد - «از گروه‌های خلافکار تا مسلمانان با وجدان» - با یکی از گواهی‌ها که خود یاسین عضو یکی از همین گروه‌ها در هارلم بوده. مشارکت او با این منازعه سیاسی که آیا یاسین الگوی مناسبی برای نگه داشتن جوانان از پیوستن به این چنین گروه‌هایی، هم زده شد. مسئول برگزاری این این برنامه از یاسین دفاع کرد و گفت: «یاسین از آن وضعیت به طور کامل بیرون آمده بود و به جنگ برای پیشگیری از جرم و افراط گرایی پیوست».

## هلند
در سال ۲۰۰۹ یاسین به هلند سفر کرد و به سخنرانی در چندین مورد پرداخت که یکی از آن‌ها در دانشگاه خصوصی مسلمانان در رتردام بود. چندین تن از سیاستمداران هلند سعی کردند تا از ورود یاسین به این کشور جلوگیری کنند اما موفق نشدند. یکی از پر وضوح‌ترین این تلاش‌ها توسط خیرت ویلدرس و حذبش حذب آزادی هلند صورت گرفت.

## چقدر واقعاً راجع به اسلام می‌دانید
یکی از سخنرانی‌های مشهور یاسین است که در سال ۲۰۰۳ میلادی در دانشگاه ملبورن استرالیا ارائه کرده‌است. ویدیوی آن[ https://archive.today/20130426190801/isohunt.com/torrent_details/47230600/?tab=summary isohunt ] در حال حاضر در سایت ایزوهانت (isohunt) جزو پر دانلودترین تورنت هاست. یاسین شنوندگان را به داشتن یک ذهن و قلب باز دعوت می‌کند و می‌گوید که در این صورت شما می‌توانید از این برنامه بهره ببرید.